# 舒曼波

地球大氣中的舒曼共振圖

舒曼波是地球电磁场频谱的极低频部分。是一种产生于地表和电离层间的全球性电磁共振，由闪电放电激发。

## 發現
1950年代，研究人員證實電離層的空腔共振頻率在此範圍之內，後來稱之為舒曼共振。

## 舒曼波
舒曼共振（Schumann resonance）是一種由閃電所引起的訊號，他於1952年透過數學預測了這一現象。1954年德國物理學家溫弗里德·奧托·舒曼 (Winfried Otto Schumann)發表一項理論。3 Hz 到60 Hz 部分的主要背景，並在7.83 Hz（基頻）、14.33、20.83、27.33 和 33.83 Hz 附近的極低頻。
他認為距離地面約100英里（160）的天空有一層環電離層（Ionosphere），它會隨著日光強弱發生變化，與地球表面剛好形成一個類似空腔共振器（Cavity resonator）的空間。大氣內的各種震動頻波與電波則不停地於其間到處傳播，有的愈傳愈弱，終至銷聲匿跡；有的則發生共振而持續存在。譬如有一種波會愈走愈強，或至少強度穩定，並永遠存在不消失；當它從地球上的A點出發，環繞地球一周回到A點後，仍會與最初出發時的波步調一致（即「同調coherent」；電學上稱之「相 phase」），這種波就是「舒曼波」，其間的共振情形，就是舒曼共振（Schumann resonance）。其波長相當於地球圓周，換算成頻率約8至10赫茲。

## 引用
1. ↑  . NASA.   [2017-11-08]. （原始内容存档于2019-06-09） （英语）.
2. ↑  MacGorman, D.R.; Rust, W. D. . New York, NY: Oxford University Press. 1998: 114. ISBN 9780195073379. OCLC 35183896.
3. ↑  Volland, Hans.  1. Boca Raton, FL: CRC Press. 1995: 277. ISBN 9780849386473. OCLC 31408654.
4. ↑  Montiel, I.; Bardasano, J.L.; Ramos, J.L. . Méndez-Vilas, A.  (编). . The First International Meeting on Applied Physics (APHYS-2003). Badajoz, ES: 63–69. 13–18 October 2003 (2005). ISBN 9780080446486. doi:10.1016/B978-008044648-6.50011-2.

## 外部文章和參考文獻